# Theodor Hämmerle
Theodor Hämmerle (* 26. Januar 1859 in Dornbirn, Vorarlberg; † 15. Februar 1930 in Wien) war ein österreichischer Textilindustrieller und Mäzen.

## Leben
Theodor war der dritte Sohn des Industriellen Franz Martin Hämmerle (1815–1878). Er ging in Innsbruck auf die Oberrealschule, studierte an mehreren Hochschulen und kam schließlich nach Wien, um die dortige Firmenniederlassung des Vorarlberger Unternehmens F. M. Hämmerle zu leiten.
Seine private Liebe galt dem Sport (er war einer der besten Ruderer Österreichs) und der Musik. In beiden Bereichen war er als Mäzen tätig. So gründete er die Dornbirner Musikschule und war Mitbegründer des Wiener Konzertvereins und dessen Orchesters. Auch die Konzerthausgesellschaft geht auf ihn zurück, deren Vorstandsmitglied er war. Weiters stiftete Hämmerle mehrere Stipendien und ließ die Messe in d-moll von Anton Bruckner auf seine Kosten drucken. In seiner Wohnung am Franz-Josefs-Kai 53 veranstaltete er mehr als 700 musikalische Quartettabende. Er besaß auch eine umfangreiche Sammlung wertvoller Musikinstrumente von deutschen und Wiener Meistern.
Theodor Hämmerle ist auf dem Grinzinger Friedhof (Gruppe 14, Nummer 8) bestattet. Die Hämmerlegasse in Wien-Favoriten wurde 1956 nach ihm benannt.